# 东庄遗址
东庄遗址，位于山西省运城市芮城县西南部黄河岸边，是中华人民共和国全国重点文物保护单位之一。
1958年，考古发现有圆型半地穴式的房址、储藏食物的窖穴、鱼形花纹陶。2013年5月公布为全国重点文物保护单位，是一座古遗址。